# Paesaggio con rovine di un castello e una chiesa
Paesaggio con rovine di un castello e una chiesa è un dipinto a olio su tela (109x146 cm) realizzato tra il 1665 ed il 1670 dal pittore olandese Jacob Van Ruisdael.
È conservato nella National Gallery di Londra.